# إدي هايوود جونيور
إدي هايوود جونيور (بالإنجليزية: Eddie Heywood)‏ هو عازف جاز وعازف بيانو أمريكي، ولد في 4 ديسمبر 1915 في أتلانتا في الولايات المتحدة، وتوفي في 2 يناير 1989 في نورث ميامي في الولايات المتحدة.

## وصلات خارجية
- إدي هايوود جونيور على موقع IMDb (الإنجليزية)
- إدي هايوود جونيور على موقع ميوزك برينز (الإنجليزية)
- إدي هايوود جونيور على موقع ميوزك برينز (الإنجليزية)
- إدي هايوود جونيور على موقع أول ميوزيك (الإنجليزية)
- إدي هايوود جونيور على موقع ديسكوغز (الإنجليزية)
- إدي هايوود جونيور على موقع ديسكوغز (الإنجليزية)
- إدي هايوود جونيور على موقع قاعدة بيانات الفيلم (الإنجليزية)